# Billingen, Värmland
Billingen är en sjö i Arvika kommun i Värmland och ingår i Göta älvs huvudavrinningsområde. Sjön är 9 meter djup, har en yta på 1,58 kvadratkilometer och är belägen 71,1 meter över havet. Sjön avvattnas av vattendraget Billingsån.

## Delavrinningsområde
Billingen ingår i det delavrinningsområde (660502-132953) som SMHI kallar för Utloppet av Billingen. Medelhöjden är 119 meter över havet och ytan är 24,9 kvadratkilometer. Det finns inga avrinningsområden uppströms utan avrinningsområdet är högsta punkten. Billingsån som avvattnar avrinningsområdet har biflödesordning 3, vilket innebär att vattnet flödar genom totalt 3 vattendrag innan det når havet efter 262 kilometer. Avrinningsområdet består mestadels av skog (66 procent) och jordbruk (11 procent). Avrinningsområdet har 1,84 kvadratkilometer vattenytor vilket ger det en sjöprocent på 7,4 procent.